# Venkalacheddikulam Division
Venkalacheddikulam Division är en division i Sri Lanka.   Den ligger i provinsen Nordprovinsen, i den norra delen av landet, 200 km norr om huvudstaden Colombo.